# Penarchaias
Penarchaias es un género de foraminífero bentónico de la familia Peneroplidae, de la superfamilia Soritoidea, del suborden Miliolina y del orden Miliolida. Su especie tipo es Peneroplis glynnjonesi. Su rango cronoestratigráfico abarca desde el Luteciense (Eoceno medio) hasta el Rupeliense (Oligoceno inferior).

## Clasificación
Penarchaias incluye a la siguiente especie:
- Penarchaias glynnjonesi †